# Formule de Wald
En théorie des probabilités, la formule de Wald est une identité qui donne l'expression de l'espérance d'une somme aléatoire.
Le nom de cette formule vient du mathématicien hongrois Abraham Wald.

## Théorème
Soit {\displaystyle (X_{n})_{n\geq 1}}  une suite de variables aléatoires. 
Soit {\displaystyle N\ } une variable aléatoire à valeurs dans {\displaystyle \mathbb {N} .}
On pose :
Formule de Wald — On suppose que : 
- {\displaystyle (X_{n})_{n\geq 1}} est une suite de variables aléatoires de même loi, indépendantes,
- les {\displaystyle X_{i}\ } et {\displaystyle N\ } sont intégrables ,

et on suppose que l'une des deux conditions suivantes est remplie :
- {\displaystyle N\ } est un temps d'arrêt adapté à la suite {\displaystyle (X_{i})\ }. En d'autres termes l'événement {\displaystyle \left\{N=n\right\}\ } est entièrement déterminé par {\displaystyle (X_{1},X_{2},...,X_{n}),}

ou bien :
- {\displaystyle N\ } est indépendant de la suite {\displaystyle (X_{i})\ }.

Alors on a :
Et si on note :
- {\displaystyle G_{S_{N}}} la fonction génératrice de {\displaystyle {S_{N}}}.
- {\displaystyle G_{N}} la fonction génératrice de {\displaystyle N}.
- {\displaystyle G_{X}} la fonction génératrice des {\displaystyle X_{i}}.

On a aussi :

## Formulation générale
On peut englober les deux hypothèses alternatives ci-dessus, ainsi que l'indépendance de la suite  {\displaystyle (X_{i}),\ }  dans la formulation suivante : 
Hypothèse — Il existe une filtration {\displaystyle {\mathcal {F}}=({\mathcal {F}}_{n})_{n\geq 0}} telle que :
- {\displaystyle N\ } est un temps d'arrêt adapté à la filtration {\displaystyle {\mathcal {F}}\ } ;
- la suite {\displaystyle (X_{n})\ } est adaptée à la filtration {\displaystyle {\mathcal {F}}\ } ;
- pour tout  {\displaystyle n\geq 0\ } la tribu  {\displaystyle {\mathcal {F}}_{n}\ } et la variable   {\displaystyle X_{n+1}\ } sont indépendants.

Le premier jeu d'hypothèses découle alors du choix {\displaystyle {\mathcal {F}}_{n}=\sigma (\{N=0\},X_{1},X_{2},...,X_{n}),\ {\mathcal {F}}_{0}=\sigma (\{N=0\}),}
et le second jeu d'hypothèses découle du choix {\displaystyle {\mathcal {F}}_{n}=\sigma (N,X_{1},X_{2},...,X_{n}),\ \ {\mathcal {F}}_{0}=\sigma (N).\ }
Encore plus généralement, les deux formules de Wald ci-dessus sont des cas particuliers de la formule d'arrêt pour les martingales.